# سلول‌های پورکنژ
سلول‌های پورکنژ یا پی‌یاخته‌های پُرکینیه (به فرانسوی: Les neurones de Purkinje)، دسته ای از سلول‌های عصبی بازدارنده گابائرژیک (GABAergic) اند که درون مخچه قرار دارند.

## تسمیه
این یاخته‌ها را به نام کاشفشان، کالبدشناس اهل چک یان اوانگلیستا پورکینیِه چکی: [ˈpurkɪɲɛ] () نامگذاری کرده‌اند که اولین بار این سلول‌ها را در ۱۸۳۹ توصیف نمود.

## آسیب‌شناسی
این پی‌یاخته‌ها برای تنظیم فعالیت حرکتی و کشند ماهیچه‌ای ضروری هستند. آتاکسی بعلت خرابی این سلولها رخ می دهد. آتاکسی گلوتن یک بیماری خودایمنی است که با مصرف گلوتن ایجاد می شود. مرگ پی‌یاخته‌های پُرکینیه در نتیجه قرار گرفتن در معرض گلوتن غیر قابل برگشت است. تشخیص زودهنگام و درمان با رژیم غذایی بدون گلوتن می تواند آتاکسی را بهبود بخشد و از پیشرفت آن جلوگیری کند. 
در بیماری آلزایمر، گاهی اوقات آسیب شناسی ستون فقرات و همچنین از دست دادن شاخه های دندریتیک پی‌یاخته‌های پُرکینیه دیده می شود. پی‌یاخته‌های پُرکینیه همچنین می توانند توسط ویروس هاری آسیب ببینند زیرا از محل عفونت در محیط اطراف به سیستم عصبی مرکزی مهاجرت می کند.

## برای مطالعهٔ بیشتر
- Llinás R, Hess R (July 1976). "Tetrodotoxin-resistant dendritic spikes in avian Purkinje cells". Proc. Natl. Acad. Sci. U.S.A. 73 (7): 2520–3. Bibcode:1976PNAS...73.2520L. doi:10.1073/pnas.73.7.2520. PMC 430632. PMID 1065905.
- Llinás R, Sugimori M (August 1980). "Electrophysiological properties of in vitro Purkinje cell somata in mammalian cerebellar slices". J. Physiol. 305: 171–95. doi:10.1113/jphysiol.1980.sp013357. PMC 1282966. PMID 7441552. Archived from the original on 13 April 2020. Retrieved 27 February 2021.
- Llinás RR, Sugimori M, Cherksey B (1989). "Voltage-dependent calcium conductances in mammalian neurons. The P channel". Ann. N. Y. Acad. Sci. 560 (1 Calcium Chann): 103–11. doi:10.1111/j.1749-6632.1989.tb24084.x. PMID 2545128.
- Forrest, Michael (October 2014). Biophysics and computations of the cerebellar Purkinje neuron. CreateSpace. ISBN 978-1-5024-5454-6.